# Єдиний адміністративний документ
Єдиний адміністративний документ (англ. SAD) — стандартна форма митної декларації, введена в 1988 р. в країнах ЄС, а потім і в інших країнах Західної Європи. Використовується у взаємній торгівлі всіх країн — членів ЄС та в торгівлі з «третіми країнами».
Єдиний адміністративний документ (SAD) у загальному вигляді містить 8 форм, які мають різне функціональне призначення. Загальна кількість граф — 54. Їх заповнюють відповідно до того митного режиму, який обрано для відповідних товарів.